# Przedmieście Barnimowskie
Przedmieście Barnimowskie przedmieście Stargardu, położone w północno-wschodniej części miasta, przy drodze krajowej nr 20 i drodze wojewódzkiej nr 106. 
Główne ulice:
- Gdańska
- Gdyńska
- Szosa Maszewska
- Morska